# Duncan Bush
Duncan Bush (* 6. April 1946 in Cardiff, Glamorganshire; † 18. August 2017 in Marlborough) war ein walisischer Schriftsteller.

## Leben
Er arbeitete als Bauarbeiter, Kranfahrer, Rohrleger und Rundfunkredakteur. Von 1974 bis 1978 studierte er englische und europäische Literatur an der Warwick University. 1976/77 war er als Austauschstudent an der Duke University in Durham, North Carolina (USA). Das Studium schloss er mit dem Bachelor of Arts ab. Von 1978 bis 1981 promovierte er am Wadham College in Oxford über englische Literatur. Es folgte eine Tätigkeit als Tutor und Dozent an verschiedenen Colleges. Ende der 1980er Jahre war er Dozent für Kulturwissenschaften am Gwent College of Higher Education in Newport.
Er wurde stellvertretender Vorsitzender der Welsh Union of Writers. Bush veröffentlichte Essays, Gedichte, Kurzgeschichten, Stücke, Artikel und Romane. Darüber hinaus übersetzte er aus dem Italienischen und Französischen.
1974 und 1984 erhielt er den Welsh Arts Council Poetry Prize. Im Jahr 1975 folgte der Eric Gregory Award for Poetry.

## Werke (Auswahl)
- Nostos, Gedichte, 1980
- Aquarium, Gedichte, 1983 (1984 mit dem Welsh Arts Council Poetry Prize ausgezeichnet)
- Salt, Gedichte, 1985
- Black Faces, Red Mouths, Gedichte, 1986
- On Censorship, Essays, 1986 (Herausgeber)